# Andrzej Nowicki (szopkarz)

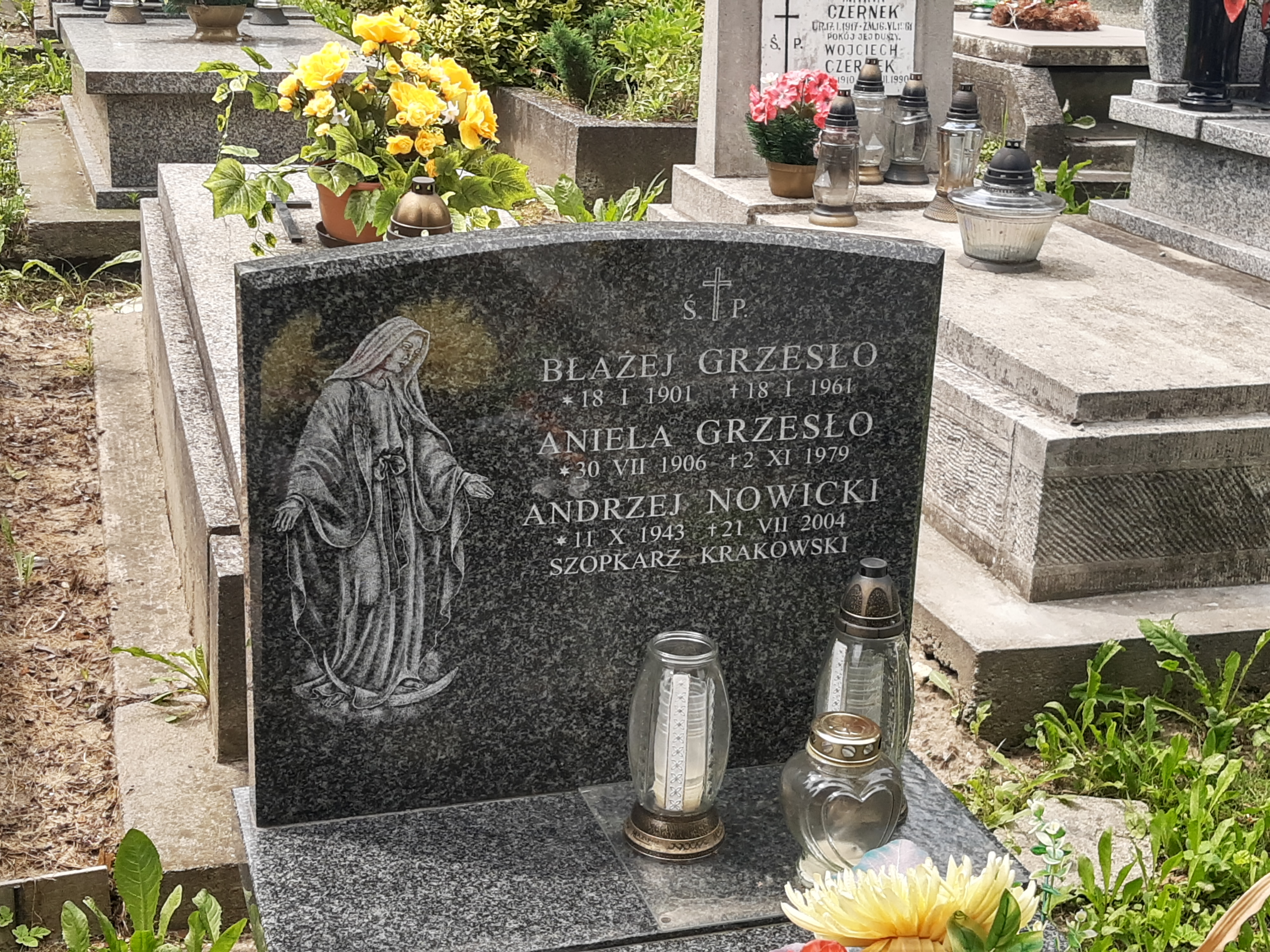
Grób Andrzeja Nowickiego na Cmentarzu Podgórskim w Krakowie

Andrzej Nowicki (ur. 11 października 1943 w Krakowie, zm. 21 lipca 2004) – szopkarz krakowski, z zawodu hydraulik. 
W konkursie szopek krakowskich uczestniczył w latach 1975–2003. Specjalizował się w szopkach małych i średnich. Dziewięciokrotny laureat II nagrody, jeden raz zdobył nagrodę trzecią za szopkę małą (1998). 
Został pochowany na Cmentarzu Podgórskim (kwatera XXI-5-30).